# Resolutie 359 Veiligheidsraad Verenigde Naties
Resolutie 359 van de Veiligheidsraad van de Verenigde Naties werd bijna unaniem aangenomen. Dat gebeurde op de 1793ste
vergadering van de Raad op 15 augustus 1974. China onthield zich van stemming.

## Achtergrond
In 1964 hadden de VN de UNFICYP-vredesmacht op Cyprus gestationeerd, na het geweld tussen de twee bevolkingsgroepen op het eiland. Deze was tien jaar later nog steeds aanwezig toen er opnieuw geweld uitbrak nadat Griekenland een staatsgreep probeerde te plegen en Turkije het noorden van het eiland bezette.

## Inhoud
De Veiligheidsraad:
- Merkt met bezorgdheid op dat, volgens rapporten S/11353/Add.24 en 25, van de Secretaris-Generaal, het aantal slachtoffers bij de VN-vredesmacht toeneemt door de militaire acties in Cyprus;
- Merkt op dat de VN-vredesmacht gestationeerd was met de volledige instemming van de regeringen van Cyprus, Griekenland en Turkije;
- Herinnert zich dat in resolutie 353, de Secretaris-Generaal was gevraagd, actie te ondernemen naar eigen inzicht;

1. Betreurt het verlies van levens van de VN-vredesmacht in Cyprus zeer;
2. Eist dat alle betrokken partijen, de internationale status van de VN troepen in Cyprus respecteren, en afzien van enige actie, die de levens of veiligheid van VN-personeel in gevaar kunnen brengen.
3. Roept alle betrokken partijen op, duidelijk en onweerlegbaar duidelijk te maken dat zij bereid zijn om mee te werken.
4. Eist verder dat alle partijen hun volledige medewerking verlenen aan de VN-macht in Cyprus bij het uitvoeren van haar taken, inclusief humanitaire taken overal in Cyprus, en met betrekking tot alle lagen van de bevolking van Cyprus.
5. Benadrukt het fundamentele principe dat leden van de VN-vredesmacht in Cyprus, en trouwens van elke VN-vredesmacht, onder alle omstandigheden met respect behandeld worden.

## Verwante resoluties
- Resolutie 355 Veiligheidsraad Verenigde Naties
- Resolutie 357 Veiligheidsraad Verenigde Naties
- Resolutie 360 Veiligheidsraad Verenigde Naties
- Resolutie 361 Veiligheidsraad Verenigde Naties

Lijst ·  345 ·  346 ·  347 ·  348 ·  349 ·  350 ·  351 ·  352 ·  353 ·  354 ·  355 ·  356 ·  357 ·  358 ·  359 ·  360 ·  361 ·  362 ·  363 ·  364 ·  365 ·  366